# Запилена плазма

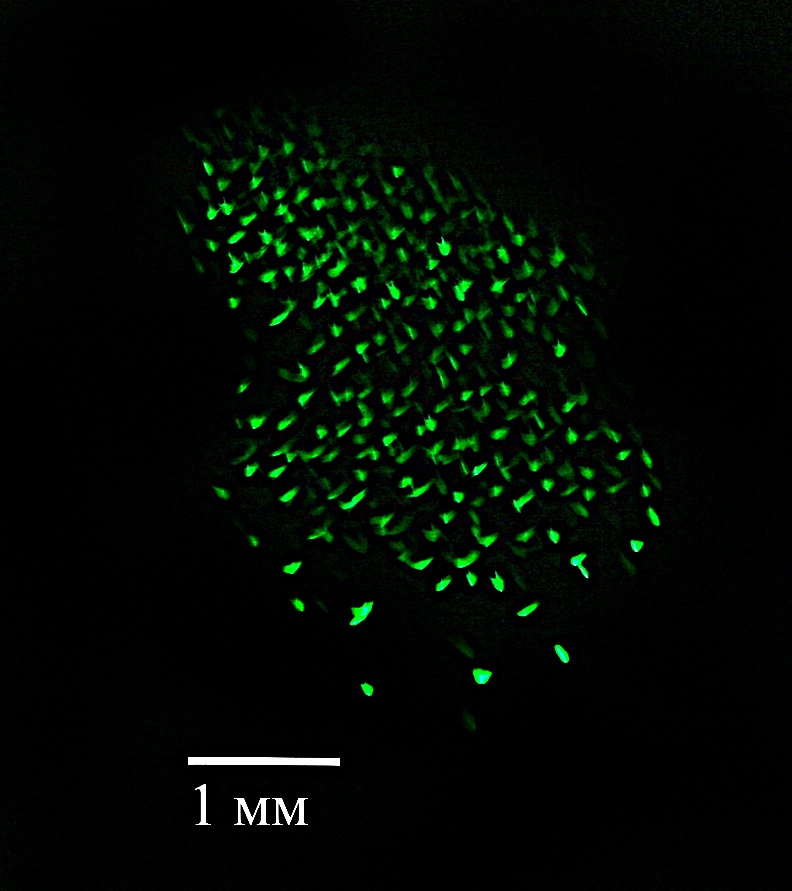

Запилена плазма (англ. dusty plasma, нім. staubiges Plasma, рос. пылевая плазма) — іонізований газ, що містить в собі заряджені макроскопічні частинки (пил). Такі пилові частинки є додатковою компонентою плазми поряд з електронами, іонами та нейтральними атомами (або молекулами). Як і звичайная плазма, запилена плазма в середньому має нульовий електричний заряд, тобто є квазінейтральною. Характерний розмір частинок пилу варіюється від нанометрів до міліметрів. Вони можуть як утворюватися у самій плазмі, так і бути уведеними штучно під час лабораторних досліджень.
Запилена плазма є широко розповсюдженою в космосі: її було знайдено у планетних кільцях, міжзоряному середовищі, у хвостах комет. Окрім того, запилена плазма виникає під час плазмового напилення та інших технологічних процесів в індустрії, в термоядерних установках.
Інколи, щоб підкреслити схожість з колоїдами, запилену плазму називають колоїдною. В СРСР запилена плазма була відома як плазма з частинками конденсованої дисперсної фази. Зараз також є широко розповсюдженим термін «складна плазма», але його використовують для позначення запиленої плазми, яку було спеціально створено для вивчення поведінки пилової компоненти в лаобраторіях. Цей термін було уведено як аналогію зі складними рідинами, що є певним класом м'якої речовини, яка існує в рідкому стані. Складну плазму також розглядають як плазмовий стан м'якої речовини.
Запилена плазма має низку унікальних властивостей, що робить її цікавим об'єктом досліджень. Це — відкритість та дисипативність, непостійність заряду пилинок, утворення впорядкованих структур у підсистемі пилових частинок. Останнє, разом із легкістю спостереження, робить запилену (складну) плазму гарною модельною системою для вивчення транспортних властивостей в рідинах, кристалах та фазових переходів в цих системах.

## Класифікація запиленої плазми
- плазма продуктів горіння
- космічна плазма
- плазма ВЧ-розряду
- газорозрядна плазма
- плазма індукована УФ-випромінюванням

## Історія досліджень запиленої плазми
Вперше запилену плазму спостерігав ще Ірвінґ Ленгмюр, коли досліджував поведінку електричного розряду в аргоні. Але систематичне вивчення почалося значно пізніше: з середини XX ст. Це було пов'язано з розвитком ракетної техніки: плазма продуктів горіння, що утворювалась під час роботи двигунів, містила в собі заряджені частинки оксидів металів (наприклад, Al2O3), які пошкоджували сопла двигунів. Тому перші роботи було зосереджено на вивченні іонізаційної рівноваги в системі та визначенні заряду пилинок в плазмі

## Процеси заряджання пилинок в плазмі

### Термічна плазма
Термічною плазмою називають таку плазму, в якої температури усіх її компонент є рівними. Отже, {\displaystyle T_{\text{p}}=T_{\text{e}}=T_{\text{i}}\equiv T}. В цьому випадку домінуючим буде поцес термоелектроної емісії з пилинок, та пилинки будуть мати позитивний заряд.
Припускаючи, що процес заряджання пилинок в плазмі можна описати як процес іонізації нейтральних атомів, будемо користуватися рівнянням Саха:
{\displaystyle {\frac {n_{\text{p}}^{(z)}n_{\text{e}}}{n_{\text{p}}^{(z-1)}}}=K_{z}}.
Оскільки пилинки заряджаються, то електронам треба здійсніти додаткову роботу проти сил електростатичного поля. Вважаючи, що електрони відходять на нескінченність та нехтуючи екрануванням, константи рівноваги можна подати у вигляді
{\displaystyle K_{z}=n_{\text{es}}\exp \left(-{\frac {ze^{2}}{r_{\text{p}}T}}\right)},
де {\displaystyle n_{\text{es}}=2(2\pi m_{\text{e}}T/h^{2})^{3/2}\exp(-W_{0}/T)} — рівноважна густина електронів вблизу поверхні емітуючої частинки, {\displaystyle n_{\text{e}}} — середня густина електронів в плазмі, {\displaystyle m_{\text{e}}} — масса електрона.
З рівняння Саха легко отримати для густини пилинок із зарядом {\displaystyle z} наступний вираз:
{\displaystyle n_{\text{p}}^{(z)}=\prod \limits _{i=0}^{z-1}{\frac {K_{z}}{n_{\text{e}}}}}.
В свою чергу, середні густини пилинок та електронів дорівнюють:
{\displaystyle n_{\text{p}}=\sum \limits _{z=-\infty }^{\infty }n_{\text{p}}^{(z)}} , {\displaystyle n_{\text{e}}=\sum \limits _{z=-\infty }^{\infty }zn_{\text{p}}^{(z)}}
З умови електронейтральності {\displaystyle n_{\text{e}}=Zn_{\text{p}}} отримуємо остаточно вираз для середнього значення заряду пилинок:
{\displaystyle Z={\frac {\sum \limits _{z=-\infty }^{\infty }z\exp \left(-{\frac {z(z-1)e^{2}}{2r_{\text{p}}T}}+z\ln {\frac {n_{\text{es}}}{n_{\text{e}}}}\right)}{\sum \limits _{z=-\infty }^{\infty }\exp \left(-{\frac {z(z-1)e^{2}}{2r_{\text{p}}T}}+z\ln {\frac {n_{\text{es}}}{n_{\text{e}}}}\right)}}.}
У граничному випадку великих зарядів цей вираз переходить у
{\displaystyle Z={\frac {Tr_{\text{p}}}{e^{2}}}\ln {\frac {n_{\text{es}}}{n_{\text{e}}}}+{\frac {1}{2}}}.

### Нерівноважна плазма
У випадку, коли температура пилинок, нейтралів та іонів набато менше температури електронів, емісійні процеси є відсутніми, та основним механізмом заряджання пилинок є захоплення зарядів із плазми, що оточує пилинки. Оскільки теплова швидкість електронів набагато перевищую теплову швидкість іонів, то заряд на пилинках в середньому буде негативним. Для оцінки середнього значення заряду {\displaystyle Z} пилинок часто використовують так зване наближення обмеженного орбітального руху.

#### Наближення обмеженого орбітального руху
Це наближення є застосовним у випадку
{\displaystyle r_{\text{p}}\ll r_{\text{D}}\ll \ell _{e(i)}},
де {\displaystyle r_{\text{D}}} — радіус Дебая пилинки, {\displaystyle \ell _{e(i)}} — довжина вільного пробігу електронів (іонів) в плазмі.
Перетини розсіювання електронів та іонів є рівними
{\displaystyle \sigma _{\text{e}}(v)={\begin{cases}\pi r_{\text{p}}^{2}\left(1+{\frac {2e\phi _{\text{s}}}{m_{\text{e}}v^{2}}}\right),&v>{\sqrt {\frac {2e\phi _{\text{s}}}{m_{e}}}};\\0,&v\leq {\sqrt {\frac {2e\phi _{\text{s}}}{m_{\text{e}}}}};\end{cases}}\quad \quad \sigma _{i}(v)=\pi r_{\text{p}}^{2}\left(1-{\frac {2e\phi _{\text{s}}}{m_{i}v^{2}}}\right).}
Далі, вимагаючи, щоб потоки електронів та іонів на пилинку
{\displaystyle I_{e(i)}=n_{e(i)}\int v\sigma _{e(i)}(v)f_{e(i)}(v)d^{3}v},
де {\displaystyle f_{e(i)}(v)} — відповідно максвелівські функції розподілу за швидкостями для електронів (іонів).
З умови рівності потоків, {\displaystyle I_{e}=I_{i}}, отримаємо трансцендентне рівняння для заряду пилинки:
{\displaystyle e^{-z}={\frac {n_{e}}{n_{i}}}\left({\frac {\mu }{\tau }}\right)^{1/2}(1+z\tau ),}
де безрозмірні параметри дорівнюють відповідно
{\displaystyle z={\frac {|Z|e^{2}}{r_{\text{p}}T_{e}}},\quad \tau ={\frac {T_{e}}{T_{i}}},\quad \mu ={\frac {m_{e}}{m_{i}}}.}

## Сили, які діють на пилинки у плазмі
Динаміка частинки маси {\displaystyle m_{\text{p}}} із швидкістю {\displaystyle \mathbf {v} _{\text{p}}} описується рівнянням руху:
{\displaystyle m_{\text{p}}{\frac {d\mathbf {v} _{\text{p}}}{dt}}=\mathbf {F} _{g}+\mathbf {F} _{L}+\mathbf {F} _{n}+\mathbf {F} _{i}+\mathbf {F} _{th}},
де внески у правій частині відповідно дорівнюють гравітаційній силі, силі Лоренца, силі тертя з боку нейтралів, силі потягу іонів та термофоретичній силі.

### Гравітаційна сила
Гравітаційну силу можна визначити стандартним чином:
{\displaystyle F_{g}=m_{\text{p}}g},
де {\displaystyle g} — прискорення вільного падіння. Таким чином, гравітаційна сила є пропорційною до об'єму частинки, {\displaystyle F_{g}\sim r_{\text{p}}^{3}}.

### Сила тертя з боку нейтралів
При русі в середовищі на пилинки діє сила з боку цього середовища, яка гальмує пилинки. Оскільки швидкість руху пилинок набагато менше теплової швидкості нейтральних атомів (молекул), то сила опору виявляється пропорційною до швидкості пилинок. В залежності від значення числа Кнудсена {\displaystyle {\text{Kn}}}, виділяють два випадки. При {\displaystyle {\text{Kn}}\ll 1} кажуть про гидрадинамічний режим, та сила опору визначається формулою Стокса:
{\displaystyle F_{n}=-6\pi \eta r_{\text{p}}u},
де {\displaystyle \eta } — в'язкість нейтрального газу, а {\displaystyle u} — швидкість руху пилинки відносно нейтрального газу. При {\displaystyle {\text{Kn}}\gg 1} відносна швидкість {\displaystyle u} є малою в порівнянні з тепловою швидкістю нейтралів {\displaystyle v_{T{\text{n}}}}, та сила опору може бути записана наступним чином
{\displaystyle F_{n}=-{\frac {8{\sqrt {2\pi }}}{3}}\gamma r_{\text{p}}^{2}n_{\text{n}}{\frac {u}{v_{T{\text{n}}}}}} ,
де {\displaystyle n_{\text{n}}} та {\displaystyle T_{\text{n}}} — густина та температура нейтралів відповідно, {\displaystyle \gamma } — коефіцієнт порядку одиниці, який визначається особистостями взаємодії нейтралів з поверхнею пилинки.

### Сила Лоренца
На заряд {\displaystyle q}, який рухається зі швидкістю {\displaystyle \mathbf {v} } в електромагнітному полі з напруженістю електричного поля {\displaystyle \mathbf {E} } та індукцією {\displaystyle \mathbf {B} } діє сила Лоренца
{\displaystyle \mathbf {F} _{L}=q\mathbf {E} +{\frac {q}{c}}[\mathbf {v} \times \mathbf {B} ]}.
У випадку відсутності зовнішнього магнітного поля на пилинку в плазмі буде діяти сила {\displaystyle \mathbf {F} _{L}=Ze\mathbf {E} _{\text{eff}}}. Можна показати, що ефективна напруженість електричного поля {\displaystyle \mathbf {E} _{\text{eff}}} в дорівнює
{\displaystyle \mathbf {E} _{\text{eff}}=\mathbf {E} \left[1+{\frac {(r_{\text{p}}/r_{\text{D}})^{2}}{3(1+r_{\text{p}}/r_{\text{D}})}}\right]},
де {\displaystyle r_{\text{D}}} — радіус Дебая пилинки.

## Неідеальність запиленої плазми
Важливою характеристикою систем взаємодіючих заряджених частинок є параметр неідеальності {\displaystyle \Gamma }, який визначається відношенням енергії кулонівської взаємодії двох частинок до середнього значення їхньої кінетичної енергії. Для пилинок у плазмі параметр неідеальності має вигляд
{\displaystyle \Gamma _{\text{p}}={\frac {(Ze)^{2}}{\langle r\rangle T}}},
де {\displaystyle \langle r\rangle \sim n_{\text{p}}^{1/3}} — середня відстань між пилинками в плазмі. Для електронів (та однократно заряджених іонів) параметр неідеальності буде мати вигляд
{\displaystyle \Gamma _{{\text{e}}({\text{i}})}={\frac {e^{2}n_{{\text{e}}({\text{i}})}^{1/3}}{T_{{\text{e}}({\text{i}})}}}}.
Система вважаєтьс неідеальною, коли {\displaystyle \Gamma \geq 1}. Для запиленої плазми є характерним, коли підсистема пилових частинок є сильно неідельною, а підсистеми електронів та іонів лишаються ідеальними. Іншими словами,
{\displaystyle \Gamma _{\text{p}}\gg 1,\quad \Gamma _{{\text{e}}({\text{i}})}\ll 1}.